# Cheetah Girls: One World
Cheetah Girls – One World ist ein US-amerikanischer Fernsehfilm. Bei dem Disney Channel Original Movie handelt es sich um die Fortsetzung der Filme Cheetah Girls und Cheetah Girls 2.

## Inhalt
Nach dem Schulabschluss an der Highschool bekommen die Cheetah Girls einen Anruf: Sie sollen in einem Hollywoodfilm mitspielen. Es stellt sich allerdings heraus, dass es sich um ein Missverständnis handelte und sie stattdessen nach Bollywood kommen sollen. Dort versucht sich ein junger Inder zum ersten Mal als Regisseur, wobei er nur unzureichend von seinem knurrigen Onkel unterstützt wird. Dieser verkündet schließlich, dass nur eins der Mädchen für den Film ausgesucht werde, da das Budget knapp sei. Chanel, Aqua und Dorinda fürchten um ihre Freundschaft. Dorinda ist der Meinung, sie solle die Rolle übernehmen, da sie am besten von den dreien tanzen kann, ebenso argumentiert Aqua mit ihrem Schauspieltalent und Chanel mit ihrer Singstimme. Chanel und der Regisseur kommen sich langsam näher, weshalb er am liebsten sie in der Hauptrolle hätte. Aqua flirtet seit einiger Zeit mit einem Jungen vom Technik-Support und trifft ihr zufällig in Indien. Er lädt die Cheetas und das Produktionsteam zu sich nach Hause ein, wo er sich als indischer Prinz herausstellt. Er stellt sein Schloss für die Kulissen zur Verfügung – unter der Bedingung, dass sie die Rolle bekommt. Dorinda macht sich mit dem Hauptdarsteller des Films bekannt. Da sie noch nicht über ihren Ex weg ist, bleibt es bei einer guten Freundschaft; sie unterrichtet ihn im Tanzen und gibt ihm Tipps in Liebesangelegenheiten. Er ist verknallt in die hübsche, aber schüchterne und etwas tollpatschige Gita, die ebenfalls Schauspielerin werden möchte. Dank Dorindas Unterstützung kommen die beiden sich näher, weshalb der Hauptdarsteller als Dank Dorindas Einstieg in den Film unterstützt. Aqua, Dorinda und Chanel machen sich gegenseitig die enge Beziehung zu dem jeweiligen einflussreichen Jungen zum Vorwurf. Als Chanel die Rolle bekommt, scheint es, als wären die Cheetah Girls endgültig zerbrochen. Doch Chanel lehnt die Rolle um ihrer Freundinnen willen ab, die sich daraufhin mit ihr und miteinander versöhnen. Als die Frage gestellt wird, wo sie denn nun eine neue Hauptdarstellerin herbekommen sollen, fällt der Blick auf Gita, die gerade vor einem traumhaften Hintergrund den Hauptdarsteller küsst. Da man aber nicht auf die drei Mädchen verzichten will, setzt sich der Newcomer-Regisseur gegen seinen Onkel zur Wehr, der ihm ein größeres Budget gewährt. Dorinda ruft ihren Ex an und bittet ihn, sich wenigstens soweit mit ihr zu versöhnen, dass sie Freunde sein können. Der Film wird gedreht und endet mit einer spektakulären Szene, in der die Cheetah Girls "One World" singen.

## Soundtrack
Der Soundtrack wurde in den USA am 19. August 2008 veröffentlicht; in Deutschland am 23. Januar 2009. Dieser enthält Elemente von Pop, Hip-Hop und indischer Musik.
1. Cheetah Love – The Cheetah Girls
2. Dig a Little Deeper – The Cheetah Girls
3. Dance Me If You Can – The Cheetah Girls & Deepti Daryanani
4. Fly Away – The Cheetah Girls
5. Stand Up – Adrienne Bailon
6. What If – Adrienne Bailon
7. I’m the One – The Cheetah Girls, Michael Steger, Rupak Ginn & Kunal Sharma
8. No Place Like Us – The Cheetah Girls
9. One World – The Cheetah Girls
10. Feels Like Love – The Cheetah Girls, Michael Steger, Rupak Ginn & Kunal Sharma
11. Crazy on the Dance Floor – Sabrina Bryan
12. Circle Game – Kiely Williams

## Wissenswertes
Raven-Symoné (Galleria) spielte nicht mehr mit, da sie sich nach eigenen Aussagen auf ihr nächstes Studioalbum konzentrieren wollte und da sie den Film Collage Road Trip drehte.

## Veröffentlichung
Cheetah Girls - One World wurde am 22. August 2008 in den USA gesendet. Die deutsche Ausstrahlung war am 23. Januar 2009 im Disney Channel. Am 25. Januar 2009 sendete ProSieben den Film. Bei seiner Erstausstrahlung in den USA sahen ihn 6,2 Millionen Zuschauer. Die deutsche Free-TV-Premiere auf ProSieben verfolgten 0,71 Millionen Zuschauer, was einem Marktanteil von 7,7 Prozent entsprach.
weitere Veröffentlichungen
- Japan: 31. Dezember 2008
- Frankreich: 20. Januar 2009
- Polen: 24. Januar 2009
- Schweden: 28. März 2009

Die DVD wurde in den USA am 16. Dezember 2008 veröffentlicht. In Deutschland erfolgte die DVD-Veröffentlichung am 5. März 2009.

## Synchronisation
| Rolle        | Darsteller       | Synchronsprecher             |
| ------------ | ---------------- | ---------------------------- |
| Chanel       | Adrienne Bailon  | Maria Koschny                |
| Dorinda      | Sabrina Bryan    | Catrin Dams                  |
| Aqua         | Kiely Williams   | Jill Böttcher                |
| Vikram       | Michael Steger   | Nicolás Artajo               |
| Rahim        | Rupak Ginn       | Marcel Collé                 |
| Gita         | Deepti Daryanani | Luisa Wietzorek              |
| Onkel Kamal  | Roshan Seth      | Bodo Wolf (Synchronsprecher) |
| Amar         | Kunal Sharma     | Tobias Nath                  |
| Swami        | Vinod Nagpal     | Uli Krohm                    |
| Amars Mutter | Smita Hai        | Sonja Deutsch                |

Deutsche Bearbeitung: FFS Film- & Fernseh-Synchron GmbH
Buch und Dialogregie: Claudia Urbschat-Mingues